# LovRAVE
LovRAVE(ラブレイブ)は、メンバー全員大阪出身の同級生4人組ガールズユニット。 大阪出身だけに4人それぞれ個性的なメンバーで結成。ユニオンエンタテインメント所属。

## メンバー
| 名前   | ヨミ   | 生年月日       | 血液型 | 身長  | 趣味         | 特技         |
| ------ | ------ | -------------- | ------ | ----- | ------------ | ------------ |
| REONA  | レオナ | 1998年6月24日  | O      | 156cm | YouTube鑑賞  | 早口言葉     |
| AYANO  | アヤノ | 1998年11月14日 | AB     | 153cm | ふわふわ集め | アイドル鑑賞 |
| NANAMI | ナナミ | 1998年6月11日  | B      | 155cm | 水泳         | 友達作り     |
| KASUMI | カスミ | 1998年10月4日  | O      | 160cm | 音楽鑑賞     | 人間観察     |

## ディスコグラフィ

### アルバム
1. 1st Lov　（2017年8月2日発売　UMCT-0280　ユニオンミュージックジャパンより発売）
  - A.S.A.P-Say you love me-
  - Fake＆Love
  - Dance with me
  - Summer Love
  - 愛が拡散する前に～

### シングル
1. Love Line / 浪花ナデシコ　（2018年8月1日発売　UMCT-0349　ユニオンミュージックジャパンより発売）
  - Love Line
  - 浪花ナデシコ
  - honey or die?

## タイアップ
| 使用年 | 楽曲                     | タイアップ                                                                          | 収録作品                 |
| ------ | ------------------------ | ----------------------------------------------------------------------------------- | ------------------------ |
| 2018年 | A.S.A.P-Say you love me- | テレビ東京 「東京アイドル戦線」１月度オープニング曲                                 | 1st Lov                  |
| 2018年 | 浪花ナデシコ             | 関西テレビ「やすとも・友近のキメツケ！※あくまで個人の感想です」エンディングテーマ曲 | Love Line / 浪花ナデシコ |

## バイオグラフィ

### 2017年
- 5月6日 東京サマーランド屋内プールサイドステージ"春・GW サマーランドスペシャルライブ"この日、初おステージとなる。
- 10月11日 【TV】TBSテレビ『水トク！犯人に告ぐ！盗聴盗撮 怒りの追跡バスターズ』
- 10月15日 日韓文化交流 2017 FESTIVAL IN YACHIYO　～手をつなごう～
- 11月12日 KASHIWAリレーマラソン2017

### 2018年
- 2月17日 池田 彩アニソンミニライブ＆LovRAVEアイドルミニライブ
- 2月28日 【TV】TBSテレビ『水トク！犯人に告ぐ！盗聴盗撮 怒りの追跡バスターズ』
- 3月4日 千葉CLEAR'S&LovRAVE ミニライブ
- 3月22日 【TV】チバテレ『真夜中のおバカ騒ぎ』
- 3月24日 【TV】TOKYO MX『真夜中のおバカ騒ぎ』
- 4月14日 村山ひとしのアイドリっぱW　#15
- 5月4日 第5回アイドルソロクイーンコンテスト　準々決勝（KASUMI）
- 5月19日 with アイドル～お笑いに挑戦しちゃいます！～vol.9
- 7月26日 テレビ朝日『musicるTV』連動イベント「愛踊祭」2018

### 2019年
- 2月8日 【映画】『BACK STREET GIRLS -ゴクドルズ-』に本人役で出演
- 8月4日 活動休止[1]